# Iglasjön (Ås socken, Halland)
Iglasjön är en sjö i Varbergs kommun i Halland och ingår i Viskans huvudavrinningsområde.